# Умангіт
Умангіт (рос. умангит; англ. umangite; нім. Umangit n) — мінерал, селенід міді координаційної будови. За назвою місцевості Сьєрра-де-Уманго (Арґентина), F.Klockmann, 1891.

## Опис
Хімічна формула: Cu3Se2. Містить (%): Cu — 54,0; Se — 45,3.
Сингонія ромбічна. Ромбо-тетраедричний вид. Форми виділення: дрібні зерна, тонкозернисті аґреґати. Спайність по двох напрямках. Густина 6,78 (розрахункова). Тв. 3,0-3,5. Колір темний вишнево-червоний з фіолетовим відтінком. Блиск металічний. Риса чорна. Злом нерівний, швидко тьмяніє. Непрозорий. Анізотропний. Супутні мінерали: селеніди, сульфіди, халькопірит, кобальтин, пірит.

## Розповсюдження
Зустрічається у молібденових та уранових рудах. Рідкісний. Знахідки: Сьєрра-де-Уманго (Арґентина), Гарц (ФРН).